# Râul Valea Mare, Călata
Râul Valea Mare este un curs de apă, afluent al râului Călata. 

## Hărți
- Harta județului Cluj